# Patillas
Patillas è una città di Porto Rico situata sulla costa sud-orientale dell'isola. L'area comunale confina a nord con Cayey e San Lorenzo, a est con Yabucoa e Maunabo e a ovest con Arroyo e Guayama. È bagnata a sud dalle acque del Mar dei Caraibi. Il comune, che fu fondato nel 1811, oggi conta una popolazione di oltre 20 000 abitanti ed è suddiviso in 16 circoscrizioni (barrios).